# Léonard Steyaert
Léonard Steyaert (født 28. maj 1907 død ukendt) var en belgisk bokser som deltog i de olympiske lege 1928 i Amsterdam.
Steyaert vandt en bronzemedalje i boksning under OL 1928 i Amsterdam. Han fik en tredjeplads vægtklassen mellemvægt og han tabte til Piero Toscani fra Italien og Jan Heřmánek fra Tjekkoslovakiet.
Der kom 17 boksere fra 17 lande som stillede op i vægtklassen som blev afholdt fra den 7. til 11. august 1928.